# Ono-ha Ittō-ryū
Die Ono-ha Ittō-ryū (jap. 小野派一刀流) ist eine japanische Schwertkampfschule (Kenjutsu), welche gegen Ende des 16. Jahrhunderts von Ono Jirōemon Tadaaki in direkter Nachfolge des Schwertkämpfers Itō Ittōsai (Begründer der Ittō-ryū) gegründet wurde. Ono war Lehrer des zweiten Shōguns Tokugawa Hidetada, wodurch sie zu einer der bedeutendsten Fechtschulen wurde. Auch wurden Daimyō in dieser Richtung ausgebildet, wobei die Linie der Daimyō von Hirosaki, den Tsugaru, seit der Ernennung des Schwertkämpfers und Politikers Sasamori Junzō zum Oberhaupt, heute die Hauptlinie der Ono-ha Ittō-ryū bildet. 
Dessen Sohn, der Pfarrer Sasamori Takemi, wurde 1975 zum offiziellen Nachfolger ernannt. Bis zu seinem Tod im August 2017 agierte Sasamori Takemi Sōke als Oberhaupt der Onoha Ittō-ryū in der 17. Generation.
Sasamori Takemi erklärte in seinem Testament Meister Yabuki Yūji zum 18. Oberhaupt der Onoha Ittō-ryū. Yabuki Yūji Sōke hat sein Amt im Oktober 2017 offiziell angetreten.
Die Ono-ha Ittō-ryū wird gegenwärtig ebenfalls in Deutschland und dem benachbarten Ausland trainiert.